# Shāhpura (ort i Indien, Rajasthan, Bhīlwāra)
Shāhpura är en ort i Indien.   Den ligger i distriktet Bhīlwāra och delstaten Rajasthan, i den centrala delen av landet, 400 km sydväst om huvudstaden New Delhi. Shāhpura ligger 371 meter över havet och antalet invånare är 29 259.
Terrängen runt Shāhpura är mycket platt. Runt Shāhpura är det ganska tätbefolkat, med 172 invånare per kvadratkilometer. Det finns inga andra samhällen i närheten. Trakten runt Shāhpura består till största delen av jordbruksmark.